# Israëlisch honkbalteam

De Israëlische vlag.

Het Israëlisch honkbalteam is het nationale honkbalteam van Israël. Het team vertegenwoordigt Israël tijdens internationale wedstrijden.
Het Israëlisch honkbalteam is sinds 1995 aangesloten bij de Europese Honkbalfederatie (CEB), de continentale bond voor Europa van de IBAF.

## Kampioenschappen

### World Baseball Classic
Israël nam in 2012 deel aan de kwalificatie voor de World Baseball Classic in 2013.
| Editie    | 2006 | 2009 | 2013  | 2017 | 2023 |
| Prestatie |      |      | kwal. | 6e   | 16e  |

### Europees kampioenschap
Het Israëlisch honkbalteam won één keer een medaille op het Europees kampioenschap honkbal, zilver in 2021.
| Editie    | 2019 | 2021   | 2023 |
| Prestatie | 4e   | Zilver | 6e   |

### Europees kampioenschap onder-21
Het Israëlisch honkbalteam onder-21 nam één enkele keer deel aan het Europees kampioenschap, in 2006, ze behaalde de negende plaats
| Editie    | 2006 |
| Prestatie | 9e   |